# Myosotis atlantica
Myosotis atlantica är en strävbladig växtart som beskrevs av Jacob Tycho Conrad Vestergren. Myosotis atlantica ingår i släktet förgätmigejer, och familjen strävbladiga växter. Inga underarter finns listade i Catalogue of Life.